# Кигиляхи

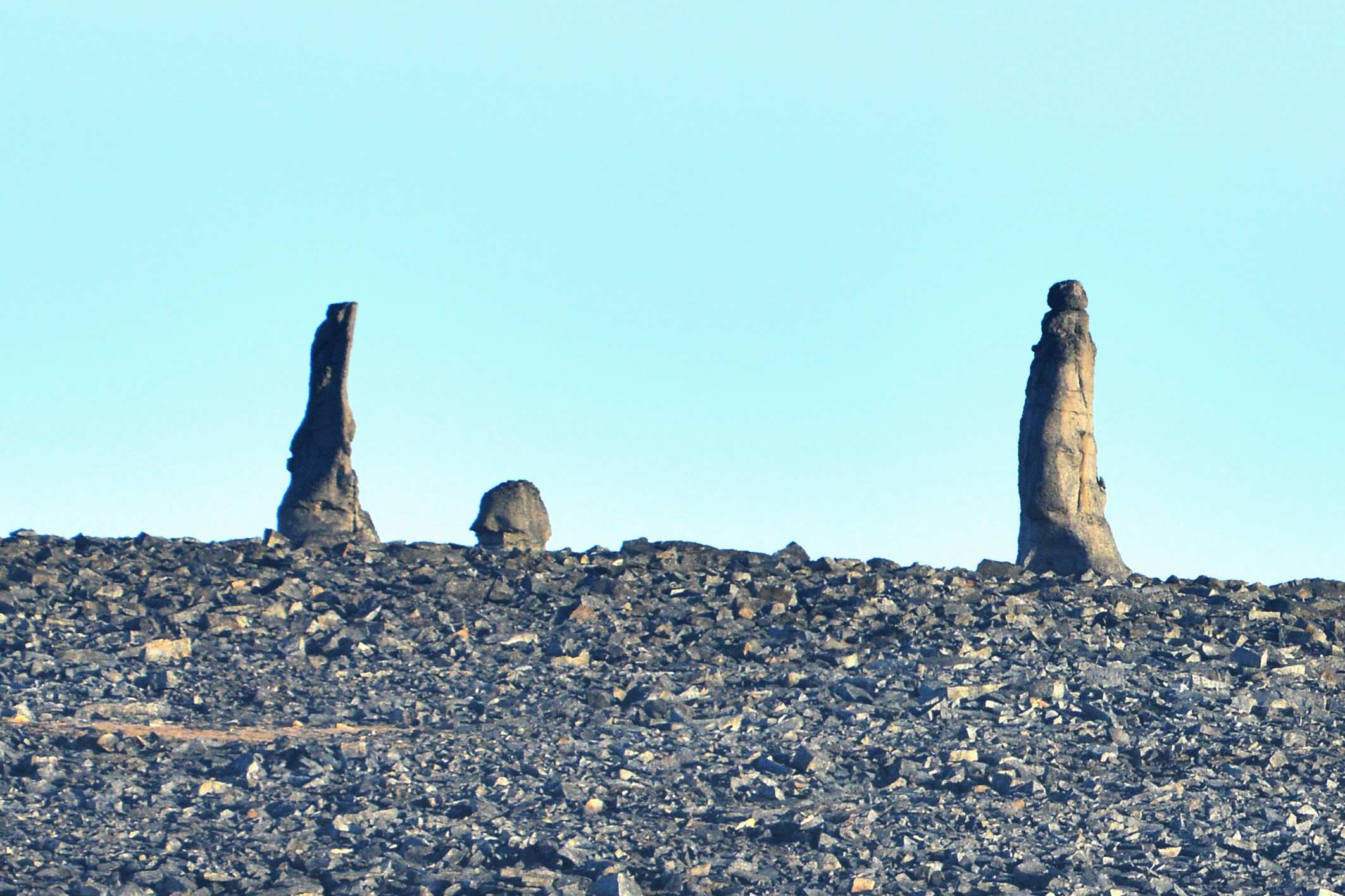

Кигиляхи або кисиляхи (якут. киһилээх — «має людини», «[місце], де є люди» від киһи — «людина») — високі скельні стовпоподібні останці химерної форми, утворені внаслідок кріогенного вивітрювання. Являють собою камені, що стирчать на поверхні плоских гір або з-під льоду зі снігом. Складаються з твердих гірських порід, переважно граніту, в деяких кигиляхах виявлено пісковики часів юрського періоду, аргіліти, глинисті сланці. На вигляд камені нагадують людину, звідки й походить їхня назва. Основа кигиляха може бути незначної висоти — приблизно на зріст людини, і при цьому трохи тоншою від самого стовпа.

## Легенда про походження
За якутськими легендами, в далекі часи, коли клімат на планеті був теплим, люди жили, переважно, в горах. Проте внаслідок сильного похолодання люди почали просуватися на південь і спускатися на рівнини, де було не так холодно. Однак, переходячи Кигиляхський хребет, багато з них замерзали на місці і залишалися стояти замерзлими стовпами. З роками ці стовпи все більше обростали каменем, їхні розміри збільшилися, так і з'явилися кигиляхи.
За якутськими легендами, кигиляхи є місцями сили, від них виходить «позитивна енергія».
Ці стовпи приваблюють і туристів.

## Історія вивчення
Слово кигилях увійшло в наукову термінологію після відкриття Ляховських островів і мису Кигилях, а пізніше й однойменного півострова в західній частині Великого Ляховського острова.
У 1821—1823 роках експедиція під керівництвом Фердинанда Врангеля з дослідження ведмежих островів виявила на острові Чотирьохстовповий три кигиляхи. Врангель зробив висновок, що раніше вони складали один стрімчак, що розколовся, ймовірно, під дією сильного морозу або з інших фізичних причин.
У 1935 році острів Чотирьохстовповий відвідав учений Сергій Обручев, який висунув теорію утворення стовпів, а також висловив припущення, що Ведмежі острови відкрито 1702 року, а в 1720 відбулася перша висадка. Тоді мандрівники зафіксували чотири кигиляхи, а не три. На час подорожі Врангеля четвертий стовп зруйнувався — від нього залишився тільки кам'яний розсип. На думку Обручева, решта стовпів можуть зруйнуватися в найближчі 200 років. Однак тому ж 1935 році острів відвідала наукова експедиція під керівництвом Воробйова, і її учасники описали чотири стовпи, а не три.

## Походження
Кигиляхи Якутії з'явилися приблизно 120—110 мільйонів років тому, за часів утворення Верхоянського хребта і хребта Черського внаслідок наїзду Північноамериканської плити на Євразійську, через появу на них складок.
Стовпи утворювалися на вершинах скель внаслідок кріогенного вивітрювання під впливом низьких температур і різких температурних перепадів і значної висоти вершини, а також вітру. Ці чинники спричиняли появу в гірській породі морозобійних тріщин, після розширення яких вона й розколювалася на стовпи.

## Місця розташування
Кигиляхи зустрічаються в багатьох регіонах світу. Наприклад, подібна форма рельєфу — койтас — є в Казахстані. У Росії цю форму рельєфу можна зустріти в Забайкальському краї, але найпоширеніші кигиляхи в Якутії.
Ці стовпи можна зустріти на островах Столбовий у морі Лаптєвих і Чотирьохстовповий у Східносибірському морі, а також на острові Великий Ляховський.
На березі річки Алазея приблизно за 100 км від узбережжя Східносибірського моря розташована гора Кисилях-Тас (якут. Киһилээх таас — «камінь, що має людину»). Вершиною цієї гори простягається своєрідний хребет з кигиляхів.
У межиріччі Яни і Адичі пролягає Кигиляхський хребет — складова частина хребта Черського. На головному гребені хребта і по всьому вододілу розкидано безліч кигиляхів заввишки до 30 метрів. Іноді вони утворюють непрохідні лабіринти.

## Альтернативна наука
Щодо появи кигиляхів існує низка маргінальних теорій, згідно з якими їх нібито побудували представники стародавньої цивілізації.